# Escala 1:144
A escala 1:144, é uma escala comumente usada em modelismo geralmente para jogos de miniaturas como o Micro armour e modelos de veículos militares.